# Zbytiny
Zbytiny település Csehországban, a Prachaticei járásban. Zbytiny Chroboly, Prachatice, Volary, Záblatí, Křišťanov és Boletice településekkel határos. Lakosainak száma 356 fő (2024. január 1.).

## Népesség
A település lakosságának változását az alábbi diagram mutatja:
| Lakosok száma | 1779 | 1838 | 1889 | 522  | 394  | 300  | 308  | 318  | 351  | 356  |
|               | 1869 | 1890 | 1921 | 1950 | 1980 | 2001 | 2017 | 2019 | 2022 | 2024 |